# Fintan z Rheinau

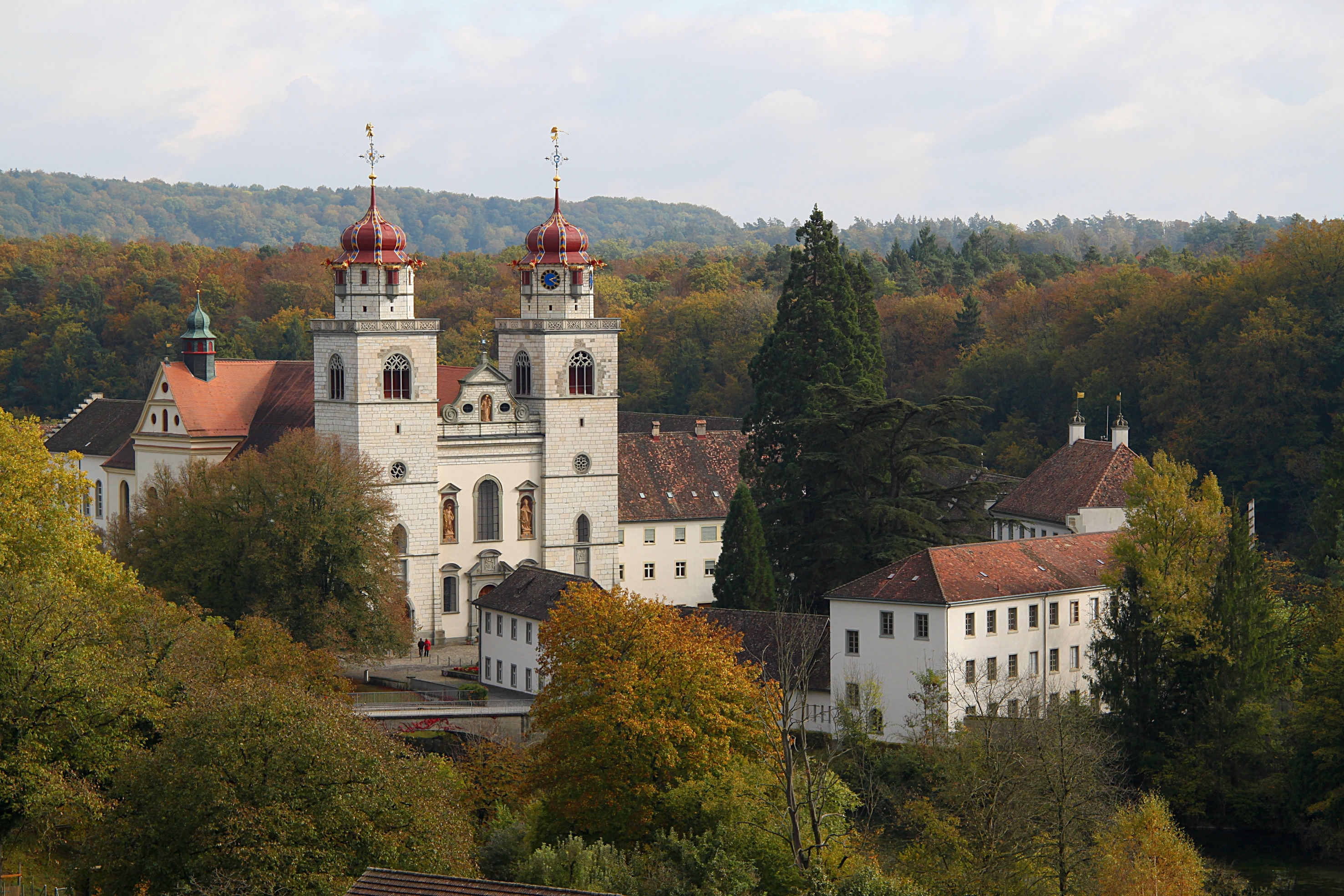
Współczesny widok na klasztor Rheinau.

Fintan (Findan) z Rheinau (ur. 803 lub 804, zm. 15 listopada ok. 878 lub 881) – żyjący w IX wieku irlandzki benedyktyn (OSB) i asceta, święty Kościoła katolickiego.

## Żywot świętego
Żywot Fintana spisano w powstałym na przełomie IX i X wieku utworze hagiograficznym Vita Findani.
Pochodził z rodziny Normanów, z południowej części prowincji Leinster. W trakcie walk klanowych stracił ojca i brata, sam zaś został podstępnie pojmany i sprzedany wikingom. Gdy na morzu doszło do starcia przewożącego go okrętu z innym normańskim statkiem, Fintan przyłączył się do walki po stronie swojego pana, za co ten uwolnił go z więzów. Podczas postoju na Orkadach uciekł z rąk normańskich i popłynął z powrotem do Irlandii, ślubując w przypadku ocalenia dobrowolne opuszczenie ojczyzny i udanie się w pielgrzymkę do Rzymu. Po powrocie do ojczyzny spędził 2 lata u miejscowego biskupa, po czym dotrzymując przysięgi wyruszył na kontynent. Przebywał w Galii, Lombardii i królestwie wschodniofrankońskim (dzis. Niemcy), odwiedzając m.in. Tours, a następnie odbył pielgrzymkę do Rzymu. Powracając z Wiecznego Miasta osiadł w benedyktyńskim klasztorze Rheinau na Renie, w pobliżu Szafuzy na terenie dzisiejszej Szwajcarii (856). Po czteroletnim okresie nowicjatu złożył w 851 roku śluby zakonne. W 859 roku podjął ascezę jako rekluz, spędzając ostatnie 22 lata swojego życia w pustelni.

## Legenda
Według legendy św. Fintan, gdy przybył do Rheinau, widział relikwie św. Błażeja, ale tylko w postaci gołębicy na ołtarzu, następnie w krypcie kościoła już jako gołębicę na ramieniu, zanim to szczątki św. Błażeja zostały przeniesione do klasztoru.

## Kult
Kult świętego potwierdzony jest od 1114 roku.
Jego wspomnienie liturgiczne w Kościele katolickim obchodzone jest w dies natalis (15 listopada).
Od XII wieku św. Fintan uznawany jest za jednego z patronów klasztoru Rheinau, gdzie w relikwiarzu pochodzącym z 1446 roku przechowywane są jego szczątki.
W ikonografii przedstawiany jest w habicie benedyktyńskim. Atrybutami świętego są: książka i gołąb na ramieniu.